# Washburn megye
Washburn megye az Amerikai Egyesült Államokban, azon belül Wisconsin államban található. Megyeszékhelye Shell Lake, legnagyobb városa Spooner. Lakosainak száma 16 623 fő (2020. április 1.). Washburn megye Douglas, Bayfield, Sawyer, Rusk, Barron és Burnett megyékkel határos.

## Népesség
A megye népességének változása:
| Lakosok száma | 15 935 | 15 792 | 15 850 | 15 686 | 15 552 | 16 623 |
|               | 2010   | 2011   | 2012   | 2013   | 2015   | 2020   |